# Жінки в медицині

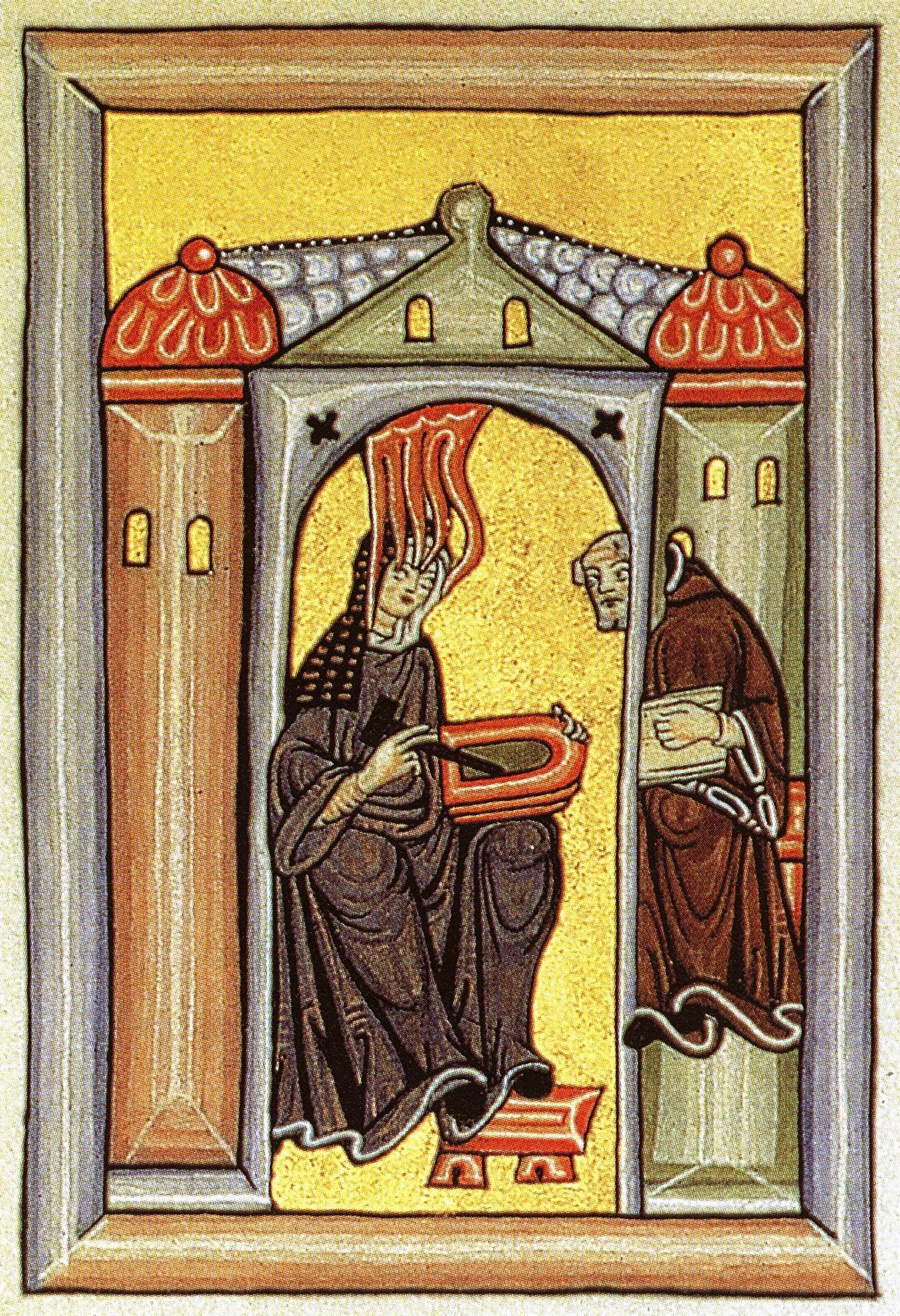
Гільдеґарда Бінгенська, середньовічна медична письменниця

Жінки у медицині, особливо в практичних галузях хірургії та як лікарки, присутні з найдавнішої історії людства. Історично жінки мали нижчий рівень участі в медичних галузях порівняно з чоловіками, розрив у галузях різнився залежно від раси, соціально-економічного статусу та географії. Найпоширенішою була неформальна жіноча практика в таких ролях, як доглядальниці або суміжні медичні працівниці (медсестри, повитухи, цілительки). З початку ХХ століття більшість країн світу почали забезпечувати жінкам рівний доступ до медичної освіти. Не всі країни забезпечують рівні можливості працевлаштування, а гендерна рівність ще має бути досягнута в рамках медичних спеціальностей, але дослідження у всьому світі показують, що жінки-лікарки можуть надавати якісніші послуги, ніж чоловіки.

## Історія

### Стародавня медицина
Залучення жінок до медицини зафіксоване в кількох ранніх цивілізаціях. Меріт Птах з раннього династичного періоду Стародавнього царства Єгипту, в написах «головний лікар», є першою жінкою в історії науки, названою на ім'я. Агеміді згадувався Гомером як цілителька у Стародавній Греції до Троянської війни. Агнодіка була першою жінкою-лікаркою, яка легально практикувала в 4 столітті до нашої ери в Афінах. Метродора була лікаркою і вважається першою медичною письменницею. Її книга «Про хвороби та лікування жінок» була найстарішою медичною книгою, написаною жінкою, і на неї часто посилалися багато інших лікарок. Більшу частину своїх творів вона зарахувала до ідеологій Гіппократа.

## Входження жінок у медицину 1847-1910 у Америці
Поширення жінок - медиків у медичну практику 19 століття стало можливе завдяки соціальній реформі. Жінки того часу могли навчатися у загальних освітніх медичних заходів лише для жінок або у спільних із чоловіками закладах, але кількість зарахованих жінок і чоловічів була нерівномірною.
Для того, щоб стати лікарем у багатьох штатах були введені іспити з медичної акредитації. Не всі лікарі проходили іспити і тоді вважалися "нерегулірними лікарями". Згодом ліцензування відмінили і це розшило ширшу базу для вступу жінок у професію.
Американська медична асоціація була створена в 1846 році для підвищення стандартів медичної практики та освіти, а також для придушення зростання нерегулярного медичного руху. Низький стан практики в Америці, безсумнівно, був фактором, що сприяв вступу жінок у цю професію.
До 1880 року в Америці налічувалося 2432 жінки-лікарки, а до 1900 року їх було 7387. Перші медичні товариства відкрилися в Каліфорнії в 1853 році, потім у Канзасі та Мічигані.

### Рух за здоров'я жінок, 1970-ті
У 1970-х зростає число жінок, які мали медичну освіту в США. За 40 років з 1930 по 1970 роки, близько 14000 жінок здобули медичну освіту. За десятиліття 1970—1980 рр. медичну школу закінчили понад 20 000 жінок. Зростання кількості жінок у медичній галузі відбулося як внаслідок політичних, так і культурних змін. Два закони США скасували обмеження для жінок у медичній галузі: розділ IX Поправок до Закону про вищу освіту 1972 року та Закон про охорону здоров'я 1975 року, що забороняють дискримінацію за ознакою статі. У листопаді 1970 року Асамблея Асоціації американських медичних коледжів виступила за рівні права в галузі медицини.
Протягом усього десятиліття уявлення жінок про себе та їхнє відношення до медичної галузі змінювались завдяки феміністичному рухові. Різкий приріст жінок у медицині призвів до розвитку відносин лікар-пацієнт, змін у термінології та теорії.
Однією з галузей медичної практики, що були оскаржені та реформовані з приходом жінок у медицину, стала гінекологія. Авторка Венді Клайн зазначила: «для того, щоб молоді наречені були готові до шлюбної ночі, [лікарі] використовували тазовий іспит як форму занять сексом». У 1972 році медична школа Університету Айови запровадила нову навчальну програму для обстеження органів малого тазу жінки та грудей. Студентство тренували в ролях як лікарів, так і пацієнток, що дозволило зрозуміти процедуру та виробити огляд із більшою обережністю та повагою. Зі змінами в теорії та практиці протягом 70-х, до 1980 року понад 75 шкіл застосували цей новий метод.
Поряд з жінками у медичній сфері та фемінізмом прийшов і жіночий рух за здоров'я, який шукав альтернативні методи охорони здоров'я жінок. Це сталося завдяки створенню книг про самодопомогу, зокрема «Наші тіла, ми самі: книга для жінок».  Цей «посібник», покликаний давати жінкам змогу порозумітися з власним тілом, кинув виклик лікуванню в лікарні та практиці лікарів. Окрім книг про самодопомогу, було відкрито багато центрів допомоги: центри народження, які ведуть акушерки, центри безпечних абортів та класи для виховання жінок на своєму тілі, і все це з метою надання жінкам несудової допомоги. Рух за здоров'я жінок, разом із жінками, які беруть участь у медичній галузі, відкрив двері для досліджень та поінформованості щодо таких жіночих захворювань, як рак молочної залози та рак шийки матки.
Вчені з історії медицини та жіночої історії досліджують жінок у галузі: біографії піонерок були поширеними до 1960-х років. Вивчення жінок у медицині набуло особливого коріння з появою жіночого руху в 1960-х роках і в у поєднанні з рухом за здоров'я жінок.

## Сучасна медицина

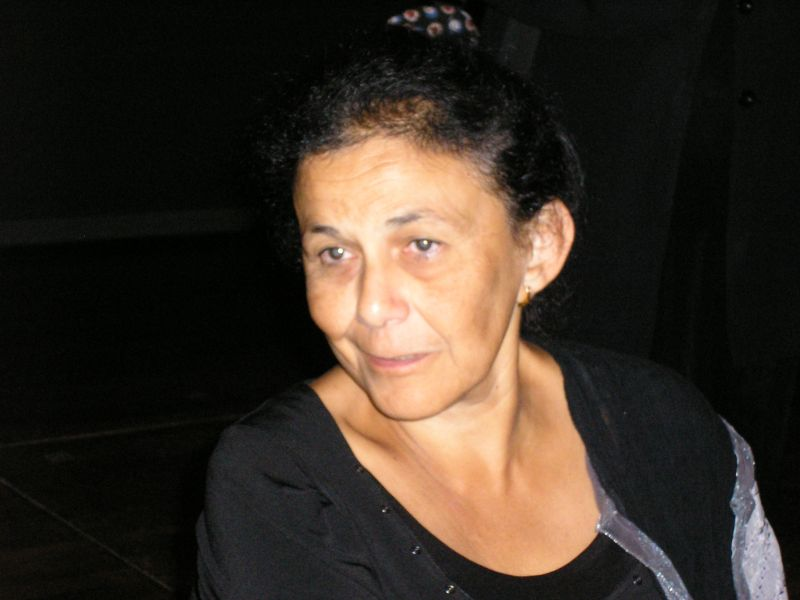
Вафаа Ель-Садр, єгипетська епідеміолог та співробітниця Макартура, 2010 рік.

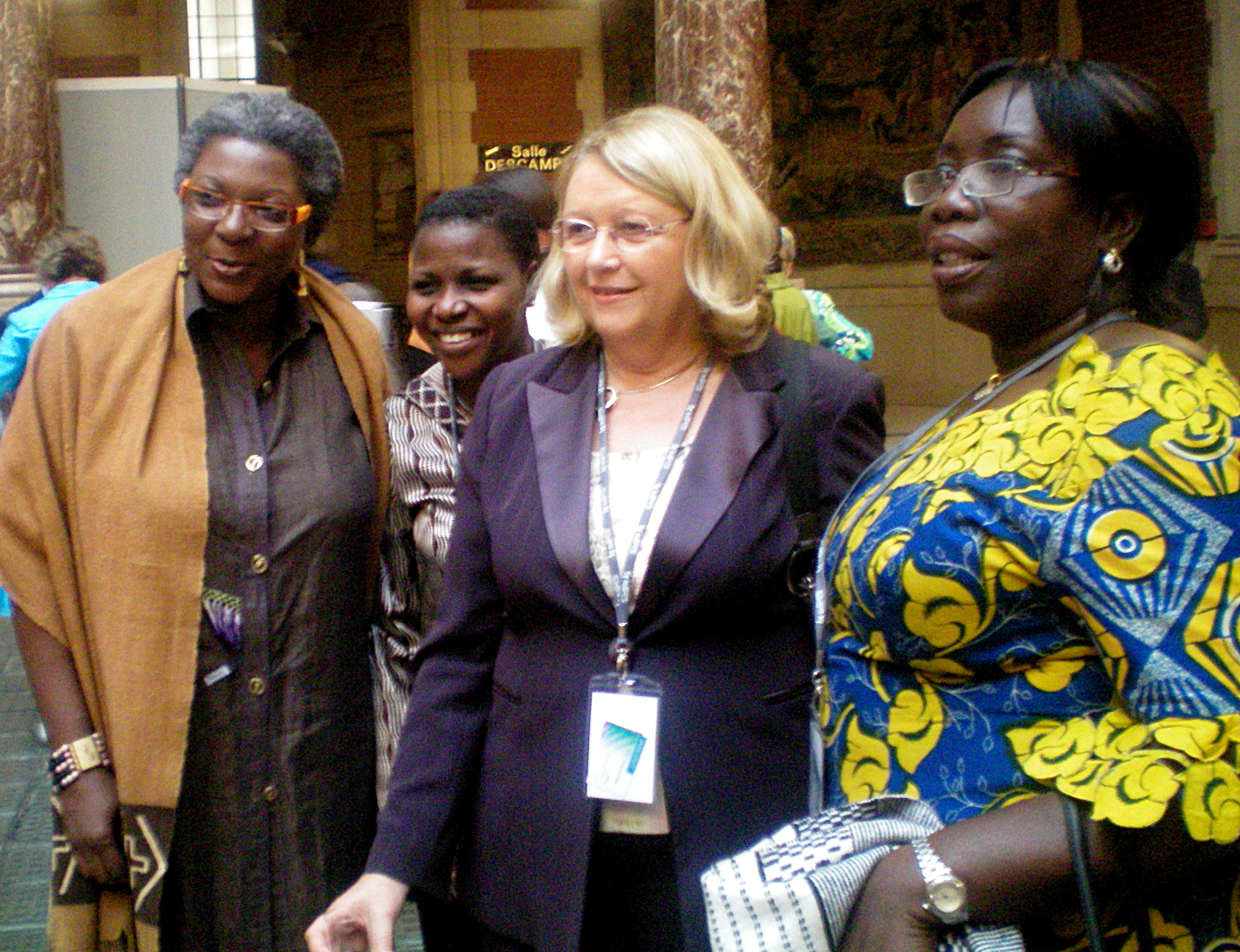
Монік Фріз (в центрі), канадська інженер-академік та біомедик, 2008 р.

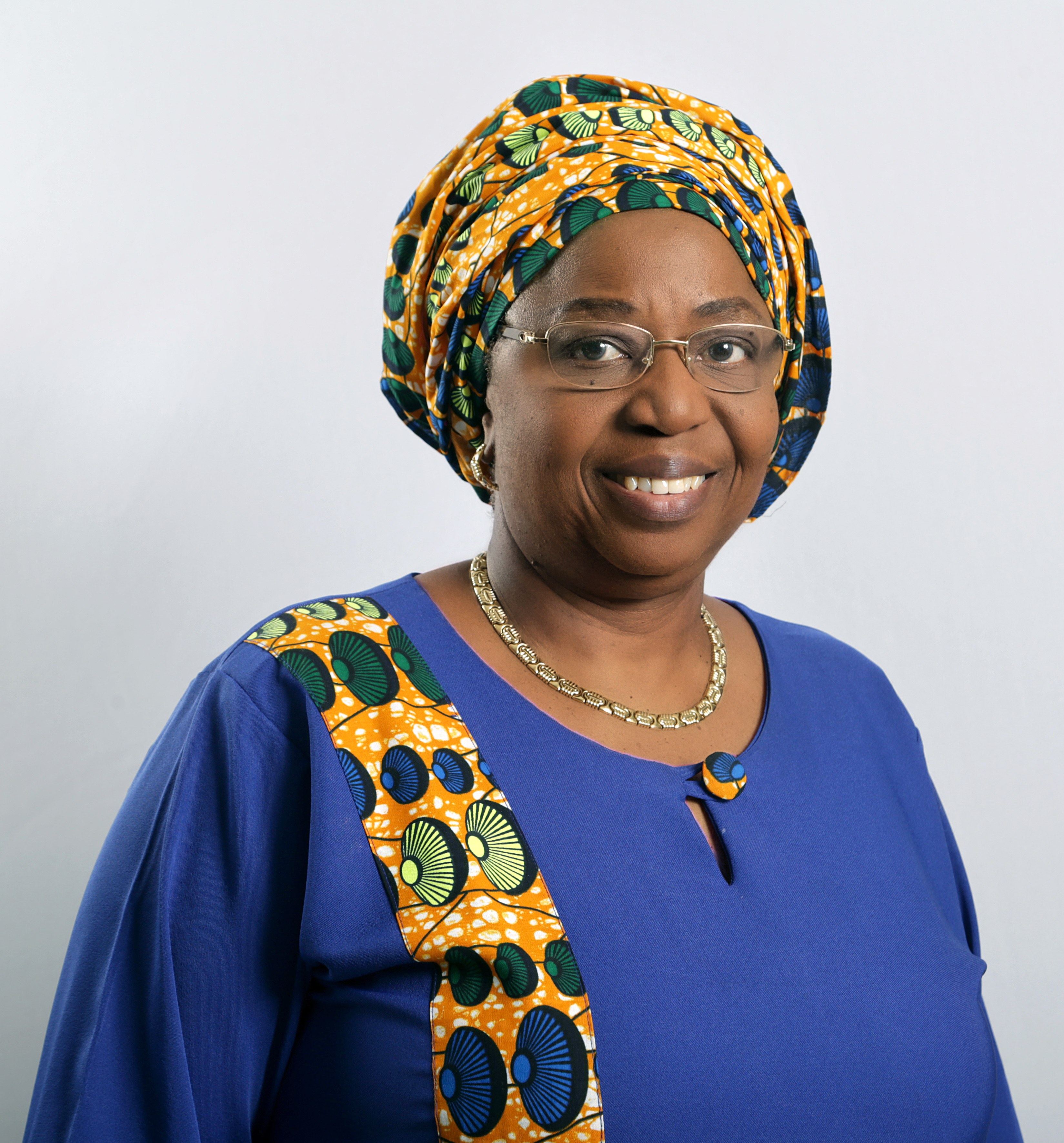
Ава Марі Колл-Сек, колишня міністерка охорони здоров'я Сенегалу, у 2009 році.

У 1540 році англійський Генріх VIII видав статут Компанії перукарів-хірургів; хоча це призвело до спеціалізації медичних професій (тобто хірургів та перукарів), жінкам було заборонено займатися професійною практикою. Жінки продовжували практикувати протягом цього часу без офіційного навчання або визнання в Англії та, зрештою, у Північній Америці протягом наступних кількох століть.
Участь жінок у медичних професіях, як правило, обмежувалась юридичною та соціальною практикою протягом десятиліть, коли медицина займалася професіоналізацією. Жінки відкрито займалися медициною в суміжних професіях охорони здоров'я (медсестри, акушерки та ін.). Протягом ХІХ-ХХ століть жінки значно просунулись у доступі до медичної освіти та медичної роботи у більшій частині світу. Ці здобутки іноді пом'якшувались невдачами; наприклад, Мері Рот Волш задокументувала зменшення кількості лікарок у США у першій половині ХХ ст., так що в 1950 році лікарок було менше, ніж у 1900 році. На початку XXIст. в промислово розвинених країнах жінки досягли значних успіхів, але паритету у всій медичній професії досі не було. Паритет наявний в медичній освіті в деяких промислово розвинутих країнах, починаючи з 2003, як-от у США.

### США
У другій половині ХХ ст. жінки стрімко домагались паритету у медицині. У 1969 у медичних школах США було 9% жінок, у 1976 20%. До 1985 жінки становили 16% американської лікарської практики. У 2007—2008 жінки написали 49% заяв на навчання в медичних школах та склали 48,3% зарахованих. За даними Асоціації американських медичних коледжів (AAMC), 48,4% (8 396) медичних ступенів, присвоєних у США в 2010—2011 роках, здобуті жінками (у 1982—1983 їх було 26,8%). І хоча більше жінок беруть участь у медичній галузі, дослідження 2013—2014 показало, що жінок на керівних посадах в академічній галузі медицини значно менше: жінки становили 16% деканів, 21% професури та 38% викладацького складу, порівняно з колегами-чоловіками.
Медична практика залишається непропорційно загалом чоловічою. В індустріальних країнах нещодавнє співвідношення статі студентів-медиків на практиці ще не перетворилося на паритет. У багатьох країнах, що розвиваються, ні медична школа, ні практика не підходять до паритету статей.[ потрібне цитування ] Більше того, у медичній професії є перекоси: деякі медичні спеціальності, такі як хірургія, переважно переважають чоловіки  тоді як інші спеціальності переважно переважають жінки, або стають такими. У США лікарок більше, ніж лікарів у педіатрії, а жінок більше, ніж чоловіків у сімейній медицині, акушерстві та гінекології, патології та психіатрії.
Жінки продовжують домінувати в сестринських справах. У 2000 році 94,6% зареєстрованих медсестер у США були жінками. Станом на 2011 рік у професіях охорони здоров'я в США кількість жінок становила приблизно 14,8 млн.
Біомедичні дослідження та академічні медичні професії (викладання в медичних школах) також непропорційно чоловічі. Дослідження цього феномену, який Національний інститут охорони здоров'я та інші дослідники назвали «дірявим трубопроводом», показують, що, хоча жінки нарівно з чоловіками вступають до аспірантури, розмаїта дискримінація, від декретних пауз та сексизму при наймі до неоплачуваної праці в шлюбі, змушує їх полишати шлях на кожному етапі академічного «трубопроводу»: аспірантура, докторантура, викладання, керівні посади; і, зрештою, жінок позбавляють визнання за новаторську роботу. (див. Ефект Матильди).